# Combat du cap Saint-Vincent
Pour les articles homonymes, voir Bataille du cap Saint-Vincent.
Guerre de Quatre-Vingts Ans
Batailles
- Chronologie de la guerre de Quatre-Vingts Ans
- Valenciennes
- Austruweel
- Rheindalen
- Heiligerlee
- Jemmingen
- Jodoigne
- Brielle
- 1er Flessingue
- Malines
- Goes
- Mons
- Haarlem
- 2e Flessingue
- Borsele
- Zuiderzee
- Alkmaar
- Leyde
- Reimerswaal
- Mook
- Lillo
- Zierikzee
- 1er Anvers
- 1er Bréda
- Gembloux
- Rijmenam
- 1er Deventer
- Maastricht
- 2e Bréda
- Açores
- 2e Anvers
- 3e Anvers
- Boksum
- Zutphen
- 1er Berg-op-Zoom
- Gravelines
- 3e Bréda
- 2e Deventer
- Groningue
- Huy
- 1er Groenlo1
- 2e Groenlo
- Turnhout
- Nieuport
- Ostende
- L'Écluse
- 3e Groenlo
- Saint-Vincent
- Gibraltar
- Saint-Vincent (1621)
- 2e Berg-op-Zoom
- 4e Bréda
- 4e Groenlo
- Matanzas
- Bois-le-Duc
- Abrolhos
- Slaak
- Maastricht
- 5e Bréda
- Cabañas
- Calloo
- Les Downs
- Saint-Vincent (1641)
- Hulst
- Cavite

Le combat du Cap Saint-Vincent du 19 juin 1606 vit s'affronter une flotte espagnole à une hollandaise, qui fut défaite et se retira.

## Contexte
Durant le règne de Philippe III d'Espagne, la paix avait été conclue avec l'Angleterre, mais la guerre de Quatre-Vingts Ans continuait entre l'Espagne et les Hollandais.
Les armées espagnoles, affaiblies du fait des multiples fronts où elle devaient combattre, durent faire face à la croissance des forces navales hollandaises. Les Hollandais étaient maintenant capables de passer à l'offensive.
60 navires hollandais, galions, transports et corsaires réalisaient un blocus des côtes portugaises. À Lisbonne se trouvait l'amiral espagnol Luis Fajardo, qui tentait tant bien que mal de réunir une flotte, afin de mettre un terme à ce blocus, et permettre à nouveau le trafic des navires marchands.
Il réussit à réunir 20 navires tant bien que mal, et appareilla le 16 juin 1606.
Une partie des corsaires était déjà retournée à ses ports, et l'autre le fit lorsqu'elle apprit l'appareillage de la flotte espagnole. Mais le noyau principal de la flotte hollandaise, sous les ordres de l'amiral Haultain (en), était toujours dans les eaux du Cap Saint-Vincent, où il fut intercepté par la flotte espagnole quelques jours après.

## La bataille
La flotte hollandaise réunissait 24 navires, la flotte espagnole 20 navires. À la vue de la flotte espagnole, les Hollandais prirent la fuite. La flotte espagnole, forçant l'allure, réussit à couper les 3 derniers navires du reste de la flotte. Parmi ceux-ci, il y avait le navire du vice-amiral hollandais Regnier Klaazoon, qui fut encerclé par 5 navires espagnols et criblé avec l'artillerie. Le commandant du navire décida alors de faire exploser son bâtiment. Tout l'équipage périt dans l'explosion sauf deux hommes.
Les deux autres navires se rendirent après une courte résistance.

## Conséquences
Le reste de la flotte de Haultain (en) prit la direction de ses ports. La victoire de Luis Fajardo fut donc également stratégique, avec la retraite de la flotte ennemie de ces eaux, et donc mit un terme au blocus. Cette victoire fut d'autant plus méritante que Fajardo l'obtint avec une flotte improvisée, contre un ennemi qui, s'il avait regroupé tous ses navires, aurait été très supérieur.